# Широка Долина (Миргородський район)
Широка Доли́на — село у Великобагачанській селищній громаді Миргородського району Полтавської області. Населення станом на 2001 рік становило 453 особи. Колишній орган місцевого самоврядування — Широкодолинська сільська рада.

## Географія
Село Широка Долина знаходиться біля витоків річки Вовнянка. На відстані до 1 км розташоване село Бехтерщина. Поруч проходить автомобільна дорога Т 1719.
Розташоване за 17 км від центру громади і залізничної станції Миргород, на водорозділі рік Хоролу та Псла.

## Історія
Село було засноване в середині XIX століття.
За переписом 1859 року у власницькому хуторі Широкій Долині Миргородського повіту було 5 дворів, 42 жителя.
У 1892 році в хуторі була збудована дерев'яна Іоаннопредтеченська церква.
У 1900 році в Широкій Долині і прилеглих хуторах було 95 дворів, 760 жителів.
У 1896 році в Широкій Долині було відкрито однокомплектну школу, у 1901 році — церковнопарафіяльну, у 1913 році — земську.
У 1910 році в Широкій Долині Устивицької волості було 72 двори, 396 жителів.
У січні 1918 року в селі розпочався період радянської окупації.
За переписом 1926 року Широка Долина належала до Великобагачанського району Лубенської округи. По Широкодолинській сільській раді, якій було підпорядковано 13 хуторів, налічувалось 328 дворів, 1710 жителів.
У 1928 році в селі було організовано лікнеп, у 1929 році — хату-читальню.
У 1932 році в Широкій Долині було відкрито п'ятий клас семирічної школи.
У 1933 році в селі було організовано колгосп "Політвідділ".
У 1932–1933 роках внаслідок Голодомору, проведеного радянським урядом, у селі загинуло 87 мешканців, в тому числі встановлено імена 58 загиблих. Збереглися свідчення про Голодомор місцевих жителів, серед яких Бехтер І. С., Лобіненко Н. Г. (1922 р. н.), Луценко В. П. (1924 р. н.).
У роки німецько-фашистської окупації (15 вересня 1941 — 22 вересня 1943) гітлерівці вивезли на примусові роботи до Німеччини 15 чол., завдали селу значних збитків.
У 1957 році в селі було встановлено пам'ятник воїнам-односельцям, які полягли (201 чол.) під час Німецько-радянської війни.
У 1966 році колгосп ім. Карла Маркса, центральна садиба якого містилася в селі, мав 4308 га землі. Виробничим напрямом було рільництво і тваринництво.
У 1966 році в Широкій Долині була восьмирічна школа, бібліотека, клуб. Населення становило 769 чол. Сільській раді були підпорядковані населені пункти Бехтерщина, Бути (нині не існує), Даценки (нині не існує), Суржки, Павелківщина (нині не існує).
У 1967 році в селі було встановлено пам'ятник К. Марксу.
У 1990 році населення села становило 547 осіб.
У 1991 році в селі був колгосп ім. К. Маркса (зерново-буряківничого напряму, тваринництво), відділення зв'язку, фельдшерсько-акушерський пункт, неповна середня школа, Будинок культури на 500 місць, бібліотека (14,8 тис. одиниць літератури).

## Економіка
- Молочно-товарна ферма

## Політика

### Парламентські вибори, 2019
На позачергових парламентських виборах 2019 року у селі функціонувала окрема виборча дільниця № 530032, розташована у приміщенні будинку культури.
Результати
- зареєстровано 253 виборці, явка 88,93%, найбільше голосів віддано за Слугу народу — 61,36%, за Опозиційну платформу — За життя — 9,09%, за Всеукраїнське об'єднання «Батьківщина» і Радикальну партію Олега Ляшка — по 8,64%.[2] В одномандатному окрузі найбільше голосів отримав Ігор Лінчевський (самовисування) — 57,59%, за Анастасію Ляшенко (Слуга народу) — 14,29%, за Костянтина Іщейкіна (самовисування) — 11,16%[3].

## Об'єкти соціальної сфери
- Широкодолинська загальноосвітня школа І ступеня
- Будинок культури на 500 місць
- Бібліотека

## Пам'ятки історії
- Пам'ятник воїнам-односельцям, які полягли під час Німецько-радянської війни
- Пам'ятник К. Марксу
- Братська могила радянських активістів, загиблих 1919 року
- Братська могила радянських воїнів і партизанів, які полягли 1943 року

## Відомі люди
- Кириченко Софія Макарівна (1931—?) — українська радянська діячка, новатор сільськогосподарського виробництва, депутат Верховної Ради УРСР 7—8 скликань.
- Сень Іван Порфирійович (1928—?) — митець фаянсу на Будянському порцеляновому заводі.